# طیف‌نگاری کارکردی فروسرخ نزدیک

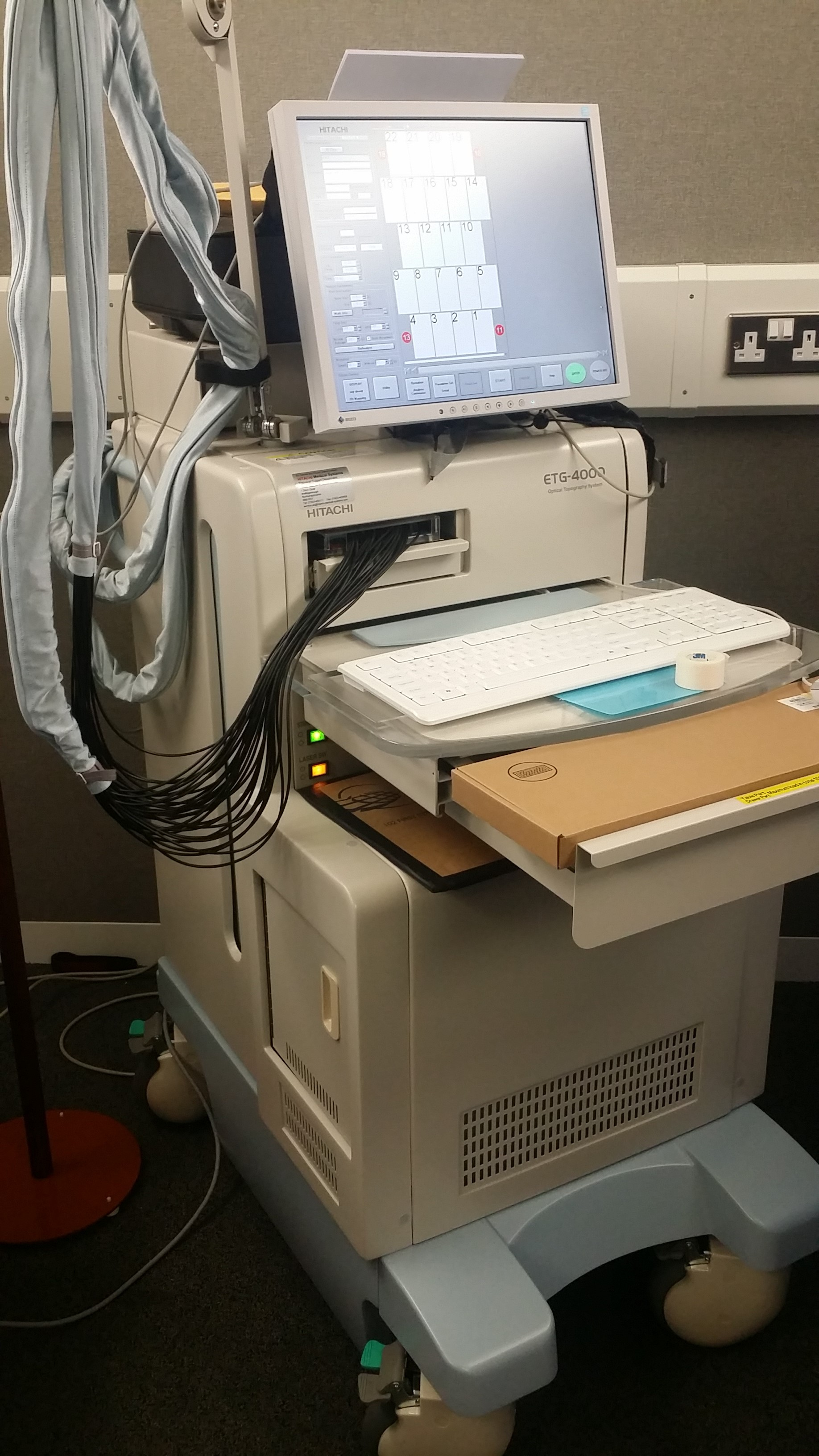
طیف‌نگاری کارکردی فروسرخ نزدیک هیتاچی ETG-4000

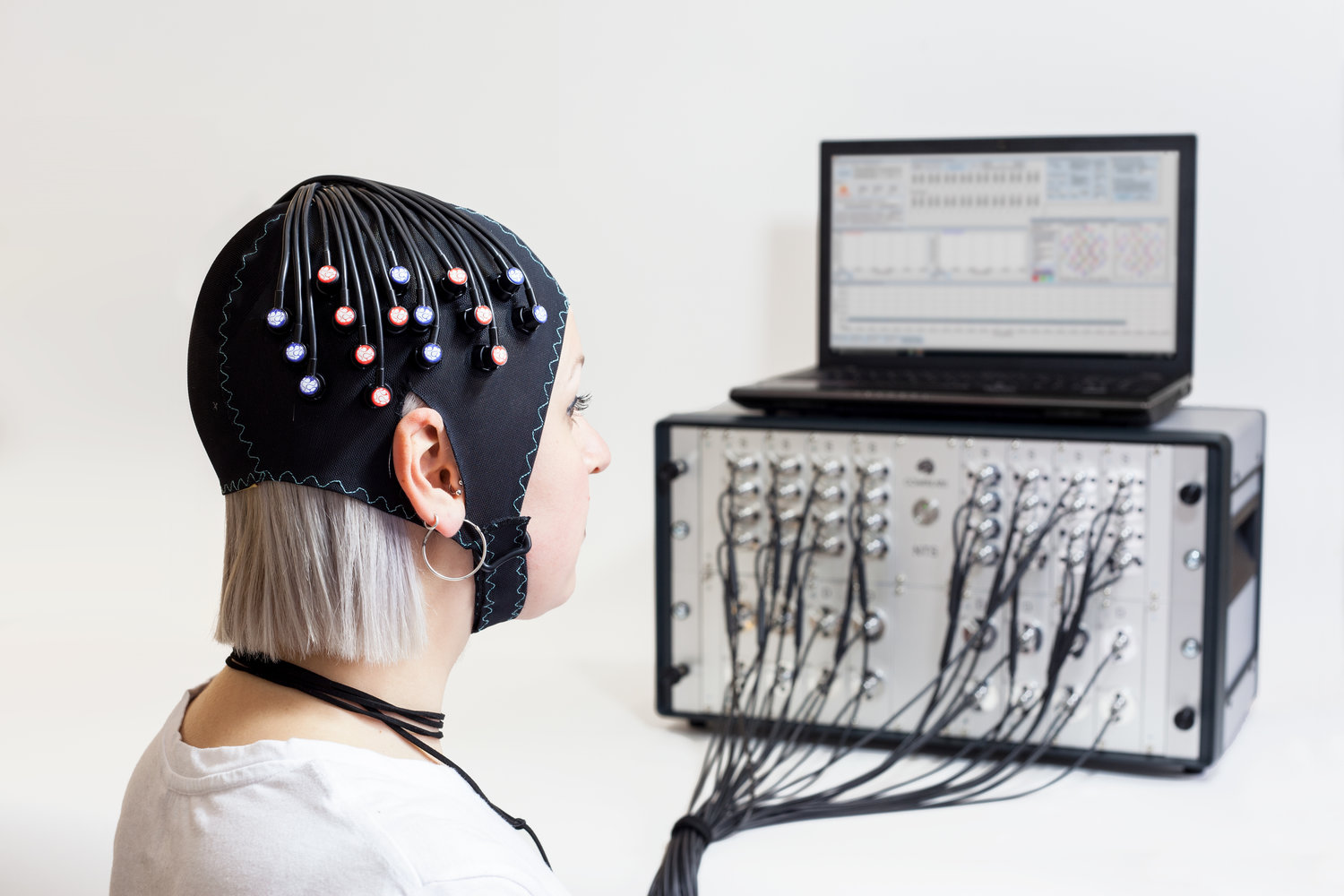
fNIRS به همراه یک سامانه Gowerlabs NTS

طیف‌سنجی عملکردی فروسرخ نزدیک (به انگلیسی: Functional Near InfraRed Spectroscopic)، یک روش پایش یا مانیتورینگ نوری مغز است که از طیف‌‌سنجی نزدیک فروسرخ برای تصویربرداری از عملکرد عصبی بهره‌ می‌برد. تصویربرداری و نوار مغزی از فعالیت مغز به کمک پرتو فروسرخ یا نزدیک به فروسرخ، برای تخمین فعالیت همودینامیکی قشر مغز به‌کار می‌رود که در پاسخ به فعالیت عصبی رخ می‌دهد. در این روش میزان فعالیت قشر مخ، در پاسخ به فعالیت عصبی اندازه‌‌گیری می‌شود. این روش در کنار نوار مغزی یکی از پرطرفدارترین روش‌های تصویربرداری عصبی غیر تهاجمی است که می‌تواند به صورت قابل حمل به‌کار برده ‌شود؛ این سیگنال اغلب با سیگنال تصویر برداری وابستگی میزان اکسیژن خون مقایسه می‌شود و قادر به اندازه‌گیری تغییرات غلظت اکسی هموگلوبین و دی اکسی هموگلوبین است؛  اما فقط می‌تواند از مناطق نزدیک به قشر مخ اندازه‌گیری کند. این روش همچنین ممکن است به عنوان توپوگرافی نوری شناخته شود و گاهی اوقات برای سادگی با عنوان NIRS نیز شناخته می‌شود.

## شرح

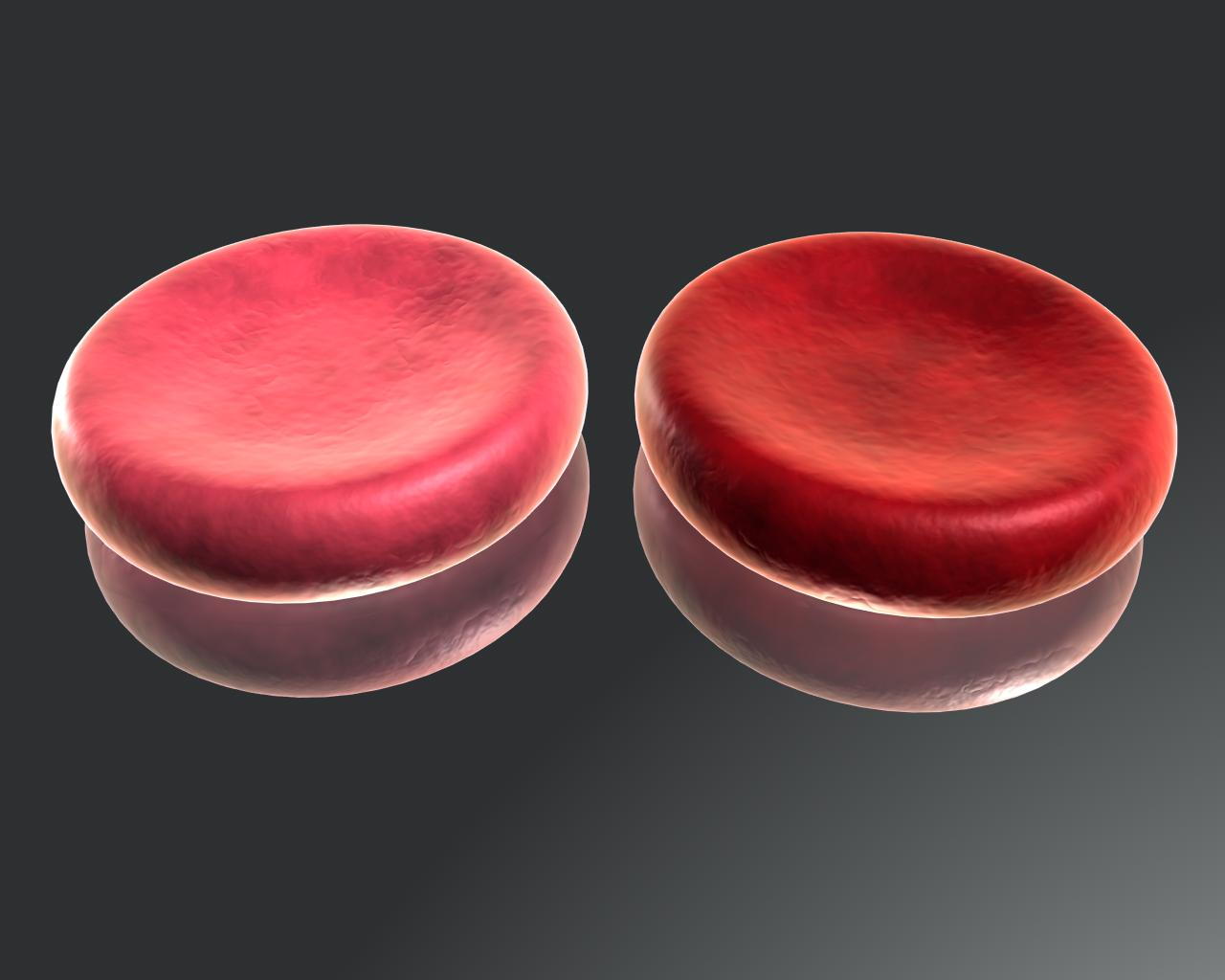
هموگلوبین اکسیژن‌دار و هموگلوبین بدون اکسیژن

fNIRS غلظت هموگلوبین را به واسطه ی تغییرات میزان جذب نور فروسرخ نزدیک برآورد می‌کند. هنگامی که نور از سر عبور می‌کند، به‌طور متناوب توسط بافتی که از آن می‌گذرد، پراکنده شده یا جذب می‌شود. از آنجا که هموگلوبین یک جذب‌کننده چشمگیر نور فروسرخ نزدیک است، می‌توان از تغییرات میزان نور جذب شده برای اندازه‌گیری قابل اعتماد غلظت هموگلوبین بهره‌گیری کرد. روش‌های مختلف fNIRS همچنین می‌توانند از روش انتشار نور برای برآورد حجم خون و اکسیژن رسانی بهره گیرند. این یک روش ایمن و غیرتهاجمی است و می‌تواند در کنار دیگر روش‌های تصویر برداری نیز به‌کار رود.
fNIRS یک روش تصویربرداری غیرتهاجمی است که شامل کمی‌سازی (اندازه‌گیری) غلظت کروموفور است. غلظت کروموفورها از اندازه‌گیری میرایی نور فروسرخ نزدیک یا تغییرات زمانی یا فازی به دست می‌آید. نور طیف fNIRS از مزیت پنجرهٔ نوری فروسرخ نزدیک (فاصله طیفی ۷۰۰–۹۰۰ نانومتر) بهره می‌برد. در این پنجره نوری پوست، بافت و استخوان تقریباً شفاف هستند و هموگلوبین اکسیژن‌دار (Hb) و هموگلوبین فاقد اکسیژن (deoxy-Hb) جذب‌کننده‌های قوی این طیف نور هستند. این اصول اساسی از سنجشگرهای ضربان_اکسیژن (پالس اکسی متر) گرفته شده‌اند.

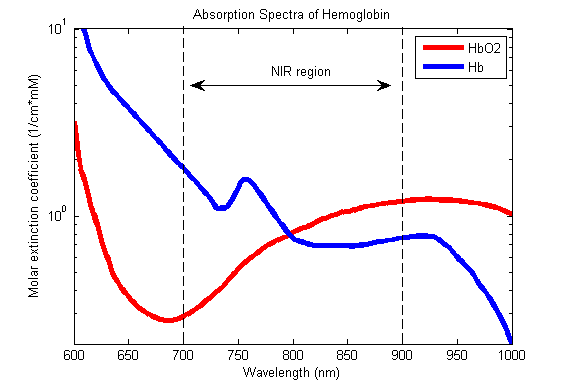
طیف جذب هموگلوبین اکسیژن‌دار و دئوکسی-هموگلوبین برای طول موجهای فروسرخ نزدیک

شش روش گوناگون برای تعامل نور فروسرخ با بافت مغز وجود دارد: انتقال مستقیم، انتقال پراکنده، بازتاب منظم، بازتاب پراکنده، تفرق و جذب. fNIRS بر پدیده جذب تمرکز دارد. طیف جذب هموگلوبین اکسیژن‌دار و هموگلوبین فاقد اکسیژن متفاوت هستند. این پدیده اندازه‌گیری تغییرات نسبی غلظت هموگلوبین را به کمک ویژگی میرایی نور در طول موج‌های گوناگون فراهم می‌کند. دو یا چند طول موج انتخاب می‌شوند. یک طول موج بالاتر و دیگری زیر نقطه ایزوبستیک با طول موج ۸۱۰ نانومتر (که در آن deoxy-Hb و oxy-Hb ضرایب جذب یکسان دارند) گزینش می‌شوند. با بهره‌گیری از قانون بیر- لمبرت اصلاح شده، تغییرات نسبی غلظت می‌تواند به‌عنوان تابعی از کل طول مسیر طی شده فوتون محاسبه شود.
به‌طور معمول، ساطع کننده نور و آشکارساز هر دو بر یک طرف سطح جمجمه سوژه قرار می‌گیرند؛ بنابراین اندازه‌گیری‌های ثبت شده از نور پراکنده برگشتی (منعکس شده) پس از طی کردن مسیرهای بیضوی است. fNIRS بیشترین حساسیت همودینامیکی را به تغییراتی که در نزدیکی پوست سر رخ می‌دهند دارد. این آرتیفکت‌های سطحی غالباً با بهره‌گیری از آشکارسازهای اضافی نور که در نزدیکی منبع نور قرار دارند، تشخیص‌پذیر می‌شوند.

### قانون اصلاح شده بیر-لمبرت
قانون بیر-لامبرت (به انگلیسی: Beer-Lambert law) یکی از قوانین اصلی در طیف‌سنجی فوتومتری و اپتیک است. این قانون دربرگیرندهٔ ارتباط شدت نور جذب شده در اثر عبور از ماده همگن بدون پراکندگی با خصوصیات مواد است. این قانون به‌طور کلی به‌صورت زیر بیان می‌شود:
{\displaystyle Log({\frac {I_{0}}{I}})=A}
که در آن {\displaystyle I_{0}}  شدت نور اولیه، I شدت نور عبوری و A مقدار جذب ماده است؛ که به صورت زیر تعریف می‌شود:
{\displaystyle A=abc}
که در آن a ضریب جذب ماده (گاهی نیز با ε نشان داده می‌شود)، b طول نمونه (ظرف نمونه) و c غلظت آن است.
تغییرات در شدت نور را می‌توان به تغییر غلظت نسبی هموگلوبین از طریق قانون اصلاح‌شده بیر-لمبرت ربط داد. این روش همچنین برای تعیین اندازه تغییرات غلظت هموگلوبین، از تغییرات نسبی در میرایی نور و قانون بیر- لمبرت سود می‌برد.
| اختصارات پایه (fNIRS) BFi = blood flow index CBF = cerebral blood flow CBV = cerebral blood volume CMRO2= metabolic rate of oxygen CW= continuous wave DCS = diffuse correlation spectroscopy FD = frequency-domain Hb, HbR= deoxygenated hemoglobin HbO, HbO2= oxygenated hemoglobin HbT= total hemoglobin concentration HGB = blood hemoglobin SaO2= arterial saturation SO2= hemoglobin saturation SvO2= venous saturation TD=time-domain |
| --- |

## تاریخچه

### آمریکا و بریتانیا
در سال ۱۹۷۷، جابسیس گزارش داد که شفافیت بافت مغز در برابر نور فروسرخ نزدیک، یک روش غیر تهاجمی و مداوم را برای بررسی اشباع اکسیژن بافتی ممکن می‌سازد. Transillumination (پراکندگی در مسیر مستقیم) در بزرگسالان به دلیل میرایی نور از کاربرد محدودی برخوردار بود و به سرعت با روش‌های بر پایهٔ حالت بازتاب جایگزین شد و در نتیجه سامانه‌های NIRS به زودی پیشرفت کردند. تا سال ۱۹۸۵، اولین پژوهش‌ها درباره اکسیژن رسانی بافت کورتکس به‌دست ام. فراری انجام شد. در سال ۱۹۸۹، هاماماتسو با همکاری دیوید دلپی از دانشگاه کالج لندن، اولین سامانه تجاری NIRS را با نام NIR-1000 ساختند که یک دستگاه پایش(مانیتورینگ) اکسیژن مغزی بود. روش‌های NIRS در ابتدا برای اکسیژن سنجی مغزی در دهه ۱۹۹۰ به‌کار رفت. در سال ۱۹۹۳، چهار مقاله منتشر شد که امکان‌پذیری fnirs در انسان بالغ را نشان داد. روش‌های NIRS با کارهای دانشمندانی چونRandall Barbour ،Britton Chance , Arno Villringer , M.Cope , D. T. Delpy , Enrico Gratton و دیگران گسترش یافت. هم اکنون، fNIRS پوشیدنی در حال توسعه است.

### ژاپن

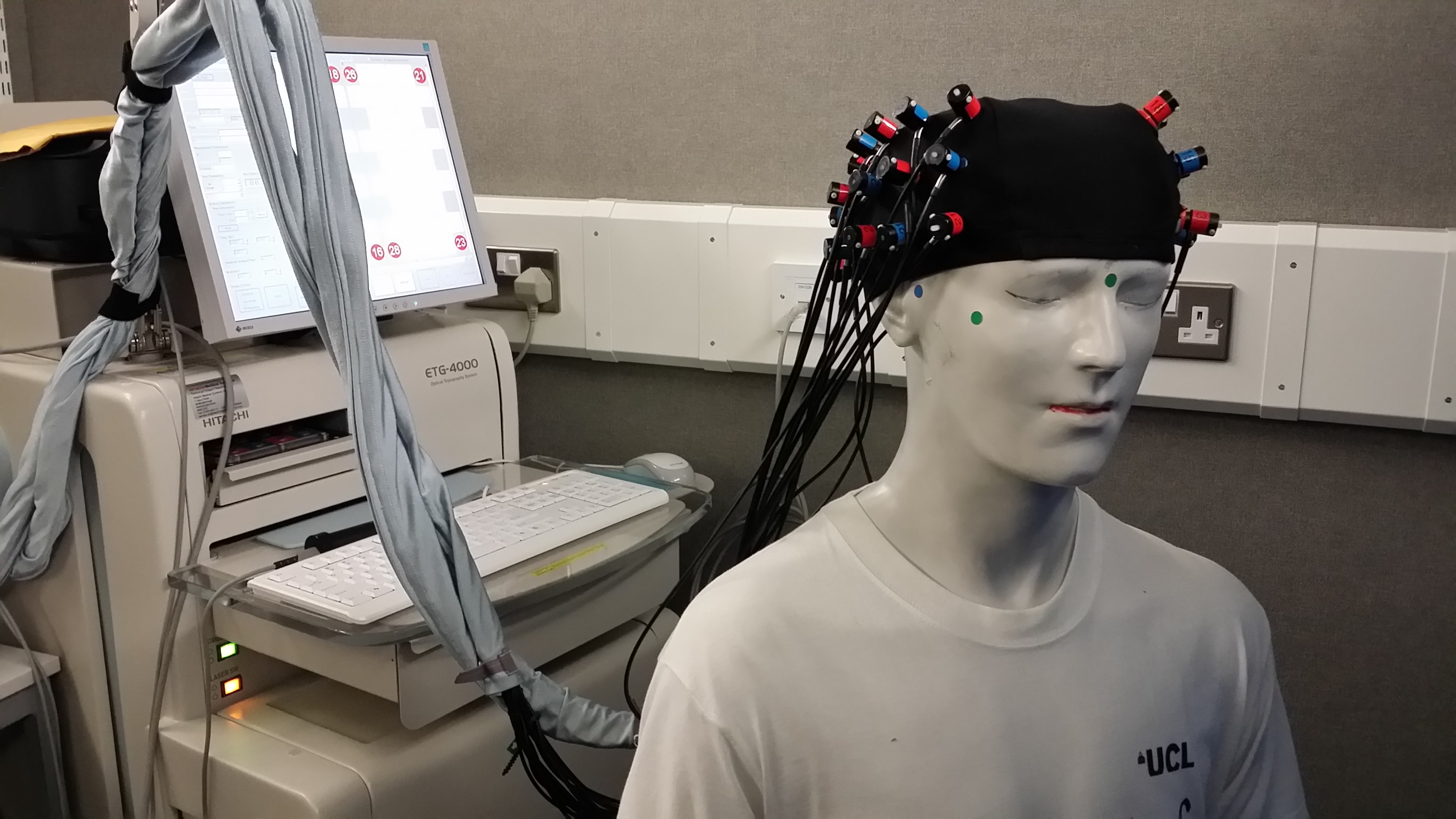
Hitachi ETG-4000

در همین حال، در میانه‌های دهه ۸۰، پژوهشگران ژاپنی در آزمایشگاه پژوهشی مرکزی هیتاچی تصمیم گرفتند تا با بهره‌گیری از رشته پالس متشکل از پرتوهای ۷۰ پیکوثانیه ای، یک سامانه مانیتورینگ مغزی مبتنی بر NIRS بسازند. این تلاش زمانی آشکار شد که این گروه، به همراه کارشناس برجسته خود، دکتر هیداکی کویزومی، یک گردهمایی را برای اعلام اصل "توپوگرافی نوری" در ژانویه ۱۹۹۵ برگزار کردند. در واقع، اصطلاح توپوگرافی نوری از مفهوم بهره‌گیری از نور در "نقشه برداری دو بعدی به همراه اطلاعات یک بعدی" یا توپوگرافی گرفته شده‌است. این ایده با موفقیت در راه اندازی اولین دستگاه fNIRS (یا همان توپوگرافی نوری) بر پایه حوزه فرکانس در سال ۲۰۰۱ اجرا شد: Hitachi ETG-100. سپس، هارومی اویشی، دانشجوی دکتری دانشگاه ناگویا، رساله دکتری خود را در سال ۲۰۰۳ با موضوع "الگو‌های فعالیت عصبی کورتکس در زبان آموزان با بهره‌گیری از ETG-100" زیر نظر پروفسور تورو کینوشیتا منتشر کرد و چشم‌انداز تازه‌ای درباره به‌کارگیری fNIRS ارائه کرد. این شرکت از آن زمان تاکنون سری ETG را گسترش داده‌است.

## روش‌های طیف‌سنجی
در حال حاضر، سه روش طیف‌سنجی کارکردی فروسرخ نزدیک وجود دارد:
1. موج پیوسته
2. حوزه بسامد (فرکانس)
3. حوزه زمان

### موج پیوسته
سامانه موج پیوسته از منابع نوری با بسامد و دامنه ثابت بهره می‌گیرد. در حقیقت، برای اندازه‌گیری تغییرات دقیق غلظت HbO با قانون بیر-لمبرت اصلاح شده، باید طول مسیر طی شده فوتون را بدانیم. با این حال، این سامانه هیچ اطلاعاتی از طول مسیر فوتون ارائه نمی‌دهد، بنابراین تغییرات در غلظت HbO نسبت به طول مسیر ناشناخته است. بسیاری از سامانه‌های تجاری fnirs موج پیوسته، از تخمین‌های طول مسیر فوتون به‌دست آمده از شبیه‌سازی رایانه‌ای مونت کارلو و مدل‌های فیزیکی، برای تخمین تقریبی کمیت غلظت هموگلوبین بهره می‌برند.
{\displaystyle {\text{OD}}=\operatorname {log} _{10}(I_{0}/I)=\epsilon \cdot [X]\cdot l\cdot {\text{DPF}}+G}
در این معادله OD چگالی نوری یا میرایی است، I0 شدت نور ساطع شده‌ را نشان میدهد و I شدت نور اندازه‌گیری شده‌ میباشد. ԑ ضریب میرایی و [X] غلظت کروموفومور است. فاصله بین منبع و آشکارساز است و DPF فاکتور دیفرانسیلی طول مسیر است. و در نهایت G یک عامل هندسی مرتبط با پراکندگی است.
هنگامی که ضریب میرایی ԑ را داشته باشیم. افت پراکندگی دائمی محاسبه می‌شود. در نتیجه محاسبات به حالت دیفرانسیلی در زمان حل می‌شوند و معادله به معادله زیر کاهش می‌یابد:
{\displaystyle \Delta [X]=\Delta {\frac {\text{OD}}{\epsilon d}}}
که d کل طول مسیر تصحیح شده فوتون است.
با استفاده از یک سیستم دو طول موجی، اندازه غلظت HbO2 و Hb را می‌توان از حل معادله ماتریسی زیر به دست آورد:
{\displaystyle {\begin{pmatrix}\Delta {\text{OD}}_{\lambda _{1}}\\\Delta {\text{OD}}_{\lambda _{2}}\end{pmatrix}}={\begin{pmatrix}\epsilon _{\lambda _{1}}^{\text{Hb}}d&\epsilon _{\lambda _{1}}^{{\text{HbO}}_{2}}d\\\epsilon _{\lambda _{2}}^{\text{Hb}}d&\epsilon _{\lambda _{2}}^{{\text{HbO}}_{2}}d\end{pmatrix}}{\begin{pmatrix}\Delta [X]^{\text{Hb}}\\\Delta [X]^{{\text{HbO}}_{2}}\end{pmatrix}}}
fNIRS موج پیوسته به دلیل سادگی و مقرون به صرفه بودن، رایج‌ترین شکل fNIRS است زیرا ارزان‌ترین هزینه ساخت را دارد، با کانال‌های بیشتر قابل به‌کارگیری است و از وضوح زمانی بالایی برخوردار است. با این حال، تفاوت بین تغییرات جذب و پراکندگی را تشخیص نمی‌دهد و نمی‌تواند مقادیر جذب مطلق را اندازه‌گیری کند؛ این بدان معنی است که فقط به تغییر نسبی غلظت HbO حساس است.
سادگی و مقرون به صرفه بودن دستگاه‌های مبتنی بر موج پیوسته برای تعدادی از کاربردهای بالینی مطلوب‌ترین روش است: مراقبت از نوزاد، سامانه‌های پایش بیمار، توموگرافی نوری منتشر و غیره. افزون بر این، به لطف توانایی جابجایی آن، سامانه‌های موج پیوسته بی‌سیم گسترش یافته‌اند که این امکان را ایجاد می‌کنند تا افراد در محیط‌های سرپایی، بالینی و ورزشی تحت نظر قرار گیرند.

### حوزه فرکانس
سامانهٔ حوزه فرکانس، شامل منابع لیزر فروسرخ نزدیک است که یک موج سینوسی با دامنه مدوله شده را در بسامدهای نزدیک به ۱۰۰ مگاهرتز تولید می‌کند. این سامانه میرایی، تغییر فاز و متوسط طول مسیر نور عبوری از بافت را اندازه‌گیری می‌کند. سامانه چند مسافته، که بخشی از fNIRS حوزه بسامد است، نسبت به تفاوت در رنگ پوست حساس نیست و بدون در نظر گرفتن تنوع سوژه‌های مورد بررسی، نتایج ثابت می‌دهد.
تغییرات دامنه و فاز سیگنال برگشتی پراکنده، امکان اندازه‌گیری ضریب‌های جذب و پراکندگی بافت را فراهم می‌کند، بنابراین دیگر نیازی به اطلاعات طول مسیر فوتون نخواهیم داشت. همچنین از ضریب‌های به دست آمده، تغییرات غلظت پارامترهای همودینامیک را تعیین می‌کنیم.
به دلیل نیاز به لیزرهای مدوله شده و همچنین اندازه‌گیری‌های فازی، دستگاه‌های مبتنی بر سامانهٔ حوزه بسامد از نظر فنی نسبت به دستگاه‌های بر پایه موج پیوسته، پیچیده‌تر هستند. (بنابراین گران‌تر و بسیار کم‌تر جابجا شونده هستند) سامانه قادر به اندازه‌گیری مقدار مطلق غلظت‌های HbO و HbR است.

### حوزه زمان
سامانهٔ حوزه زمان یک پالس کوتاه فروسرخ نزدیک با طول پالسی در مرتبه پیکو ثانیه (حدود 70 ps) تولید می‌کند. از طریق اندازه‌گیری‌های زمان عبور، ممکن است با تقسیم زمان به دست آمده بر سرعت نور، طول مسیر فوتون به‌طور مستقیم به دست آید. اطلاعات مربوط به تغییرات همودینامیکی را می‌ت وان در میرایی، زوال و مشخصات زمانی سیگنال برگشتی پراکنده یافت. برای این فناوری شمارش فوتون معرفی شده، به منظور حفظ خطی بودن ۱ فوتون برای هر ۱۰۰ پالس شمارش می‌کند. دستگاه‌های fnirs حوزه زمان دارای سرعت نمونه برداری آهسته و همچنین تعداد طول موج محدودی هستند. به دلیل نیاز به دستگاه شمارش فوتون، تشخیص سرعت بالا و انتشار دهنده‌های پرسرعت، روش‌های حل شده با زمان گرانترین و از نظر فنی پیچیده‌تر هستند.
دستگاه‌های حوزه زمان کاملاً غیرمتحرک، اشغال کننده فضا، پیچیده‌ترین از نظر ساخت، پر هزینه‌ترین، بزرگ‌ترین و سنگین‌ترین هستند. اما با این وجود، بالاترین حساسیت به عمق را دارند و توانایی ارائه دقیق‌ترین مقادیر پایه هموگلوبین و اکسیژن رسانی را دارند.

## طیف‌سنجی همبستگی پراکنده
سامانه‌های طیف‌سنجی همبستگی پراکنده از گرادیان‌های موضعی در میرایی نور برای تعیین نسبت مطلق oxy-Hb و deoxy-Hb بهره‌ می‌برند. با بهره‌گیری از یک اندازه‌گیری فضایی، سامانه‌های طیف‌سنجی همبستگی پراکنده برای انجام این محاسبه به طول مسیر فوتون نیاز ندارند، با این حال غلظت‌های اندازه‌گیری شده از اکسی-هموگلوبین و دی‌اکسید-هموگلوبین وابسته به ضریب ناشناخته پراکندگی در بافت است. این روش معمولاً در سامانه‌های اکسیژن‌سنجی مغزی که شاخص اکسیژن بافت (TOI) یا شاخص اشباع بافت (TSI) را گزارش می‌دهند، به‌کار می‌رود.

## طراحی سامانه
دستکم دو مدل متن باز fNIRS به صورت برخط در دسترس است:
- http://www.opennirs.org/
- https://openfnirs.org/

## نرم‌افزارهای تجزیه و تحلیل داده‌ها

### Homer3
HOMER3 به کاربران امکان می‌دهد تخمین‌ها و نقشه‌های فعالیت مغزی را بدست آورند. این مجموعه ای از اسکریپت‌های Matlab است که برای تجزیه و تحلیل داده‌های fNIRS به‌کار می‌رود. این مجموعه از اسکریپت‌ها از اوایل دهه ۱۹۹۰ ابتدا به عنوان جعبه ابزار تصویر برداری حرکت فوتون به HOMER1 و HOMER2 و اکنون HOMER3 پیشرفته شده‌اند.

### جعبه ابزار NIRS
تازه‌ترین نرم‌افزار این حوزه است. این جعبه ابزار مجموعه ای از ابزارهای مبتنی بر Matlab برای تجزیه و تحلیل طیف‌سنجی عملکردی نزدیک فروسرخ (fNIRS) است. این جعبه ابزار فضای نام +nirs را تعریف می‌کند و شامل مجموعه‌ای از ابزارها برای پردازش سیگنال، نمایش و بررسی آماری داده‌های fNIRS است. این جعبه ابزار حول یک چارچوب شی گرا از کلاسها و فضاهای نامی Matlab ساخته شده‌است.

### AtlasViewer
AtlasViewer اجازه می‌دهد داده‌های fNIRS بر روی یک مدل از مغز تصویر شوند. افزون بر این، همچنین به کاربر اجازه می‌دهد پروب‌هایی را طراحی کند که در نهایت می‌توانند بر روی سر سوژه قرار گیرند.

## کاربرد

### رابط مغز کامپیوتر
fNIRS با موفقیت به عنوان سیگنال کنترلی برای سامانه‌های رابط مغز و رایانه به‌کار رفته‌است.

### اتصالات کارکردی میان نواحی مغز
از اندازه‌گیری fNIRS می‌توان برای شناخت اتصالات عملکردی مغز بهره‌گیری کرد. اندازه‌گیری fNIRS چند کاناله یک نقشه توپوگرافی از فعالیت عصبی ایجاد می‌کند. به موجب آن همبستگی زمانی بین وقایع مجزا از نظر مکانی می‌تواند تجزیه و تحلیل شود. اتصال عملکردی معمولاً همبستگی بین پاسخ‌های همودینامیک مناطق هدف را که از نظر مکانی مجزا هستند، در نظر گرفته می‌شود. در مطالعات مغزی، اندازه‌گیری اتصالات کارکردی معمولاً برای داده‌های بیمار در حالت استراحت و همچنین داده‌های ثبت شده در پارادایم‌های تحریک انجام می‌شود. با توجه به هزینه کم، قابل حمل بودن و رزولوشن زمانی بالای fNIRS، در سنجش با fMRI، این روش در برخی پژوهش‌ها سودمندتر است.

### اکسیژن‌سنجی مغزی
پایش (مانیتورینگ) NIRS از چند جهت سودمند است. نوزادان نارس را می‌توان زیر پایش قرار داد تا کم‌اکسیژنی مغزی و پراکسیژنی مغزی را با الگوهای مختلف فعالیت کاهش داد. همچنین این یک کمک مؤثر در ایجاد گذرگاه فرعی قلبی-ریوی است و برای بهبود نتایج بیمار و کاهش هزینه‌ها و اقامت درازمدت بسیار سفارش می‌شود.
بهره‌گیری از NIRS برای بیماران با آسیب مغزی نتایج غیر قطعی داشته‌است. به همین علت این کاربردها همچنان در حوزه پژوهش باقی مانده‌اند.

### کلاه Fnirs

سیستم ۱۰–۲۰

مکان‌ها و نام‌های الکترود fNIRS از سوی سیستم بین‌المللی ۱۰–۲۰ تعیین شده‌است. افزون بر جایگاه‌های استاندارد الکترودها، می‌توان کانال‌های تفکیک کوتاه را هم افزود. کانال‌های تفکیک کوتاه امکان اندازه‌گیری سیگنال‌های پوست سر را فراهم می‌کنند. از آنجا که کانال‌های تفکیک کوتاه، سیگنال ناشی از پوست سر را اندازه‌گیری می‌کنند، سیگنال لایه‌های سطحی را که آرتیفکت به‌شمار می‌آیند را می‌توان حذف کرد. در نتیجه پاسخ واقعی مغز را خواهیم داشت. آشکارسازهای کانال تفکیک کوتاه معمولاً ۸ میلی‌متر دورتر از منبع قرار می‌گیرند. نیازی نیست که آن‌ها در یک جهت خاص یا هم جهت با منبع باشند.

### تصویر برداری عصبی کارکردی
به‌کارگیری از fNIRS به عنوان یک روش تصویر برداری عصبی عملکردی متکی به اصل همبستگی عصبی-عروقی است که با نام پاسخ همودینامیک یا پاسخ وابسته به سطح اکسیژن خون (BOLD) نیز شناخته می‌شود. این اصل همچنین هسته اصلی تکنیک‌های fMRI را تشکیل می‌دهد. طبق این اصل، فعالیت عصبی یک ناحیه مغز با تغییرات مرتبط در جریان خون مغزی موضعی مرتبط است. fNIRS و fMRI به تغییرات فیزیولوژیکی مشابه حساس هستند و اغلب روش‌ها مقایسه‌ای هستند. مطالعات مربوط به fMRI و fNIRS نتایج بسیار همبستگی را در وظایف شناختی نشان می‌دهد.
پژوهش‌های مربوط به fMRI و fNIRS نتایج بسیار نزدیکی را در وظایف شناختی نشان می‌دهند. fNIRS مزایای مختلفی در هزینه و توانمندی حمل نسبت به fMRI دارد، اما به دلیل محدودیت در قدرت گسیل کننده نور نمی‌تواند برای اندازه‌گیری فعالیت قشر بیش از ۴ سانتی‌متر به‌کار رود و دارای رزولوشن مکانی محدود تری است. fNIRS شامل به‌کار گیری از توموگرافی نوری منتشر برای اهداف کاربردی است. کانالهای fNIRS چندگانه می‌توانند نقشه‌های عملکردی توپوگرافی دوبعدی از فعالیت مغز را فراهم کنند (به عنوان مثال با دستگاه‌های Hitachi ETG-4000, Artinis Oxymon , NIRx NIRScout). در حالی که برای ایجاد نقشه‌های توموگرافی سه بعدی می‌توان از فاصله‌های مختلف منابع نوری استفاده کرد.

### هایپراسکنینگ
hyperscanning به معنی مانیتور کردن دو یا چند مغز به شیوه همزمان است. با این روش همبستگی عصبی میان فردی (درون مغزی) در موقعیت‌های گوناگون اجتماعی بررسی می‌شود، که ثابت می‌کند fNIRS یک روش مناسب برای بررسی تعاملات اجتماعی زنده مغز به مغز است.

### موسیقی و مغز
از fNIRS می‌توان برای پایش فعالیت مغزی نوازندگان هنگام نواختن سازهای موسیقی بهره برد.

## مزایا و معایب
مزایای fNIRS در میان روش‌های تصویر برداری مغز عبارتند از: غیرتهاجمی بودن، روش‌های کم هزینه، ایمنی کامل، رزولوشن زمانی بالا، سازگاری کامل با دیگر روش‌های تصویربرداری و نشانگرهای متعدد زیستی همودینامیکی.
با این حال، هیچ سامانه‌ای بدون محدودیت نیست. برای fNIRS این موارد عبارتند از: حساسیت کم به فعالیت‌های عصبی، تفکیک مکانی کم و عمق نفوذ کم.

## مسیرهای آینده
علی‌رغم محدودیت‌های اندک، دستگاه‌های fNIRS نسبتاً کوچک، سبک، قابل حمل و پوشیدنی هستند. با توجه به این ویژگی‌ها، برنامه‌های کاربردی برای این دستگاه‌ها حیرت‌آور است. این امر باعث می‌شود آنها در بسیاری از سناریوها به آسانی در دسترس باشند. برای نمونه، آنها توانایی کاربرد در درمانگاه‌ها، پایش وضعیت کلی سلامت، یک محیط کاملاً طبیعی و به عنوان یک ردیاب سلامتی را دارند.
در نهایت، افراد در معرض خطر در بیمارستان‌ها می‌توانند از مانیتورینگ عصبی و توانبخشی عصبی به کمک fNIRS، بهره‌مند شوند. اکنون سامانه‌های fNIRS تحقیقاتی کاملاً بی‌سیم در بازار وجود دارد.

## Fnirs در مقایسه با دیگر روش‌های تصویر برداری عصبی
مقایسه روش‌های تصویر برداری عصبی نکته مهمی است که باید مورد توجه قرار گیرد. هنگام مقایسه این روش‌ها، مهم است که به رزولوشن زمانی، رزولوشن مکانی و درجه آزادی حرکت توجه کنیم. EEG (الکتروانسفالوگراف) و MEG (مگنتوآنسفالوگرافی) وضوح زمانی بالایی دارند، اما وضوح مکانی کمی دارند. EEG همچنین از درجه آزادی حرکت بالاتری از MEG برخوردار است. هنگام مشاهده fNIRS، در میابیم آنها همانند EEG هستند. از تحرک و همچنین رزولوشن زمانی بالایی برخوردار هستند و از رزولوشن مکانی پایینی برخوردار هستند. اسکن‌های PET و fMRIها با هم گروه‌بندی می‌شوند، با این حال تفاوت آن‌ها با دیگر اسکن‌های تصویربرداری عصبی از همدیگر مجزا است. همه این اسکن‌های تصویربرداری عصبی دارای ویژگی‌های مهم و ارزشمند هستند که بسته به اهداف مورد نظر باید در موقعیت مناسب به‌کارگیری شوند.
آنچه fNIRS را به عنوان یکی از موارد ویژه تصویربرداری مورد توجه قرار می‌دهد سازگاری آن با برخی از این روش‌ها از جمله : MRI , EEG و MEG است.